# Tramlijn Zutphen - Hengelo (Gld)
De tramlijn Zutphen – Hengelo (Gelderland) liep van 1903 tot 1939 van het station in Zutphen naar Hengelo (Gelderland).

## Geschiedenis
Hengelo was aan het einde van de negentiende eeuw een van de weinige plaatsen in de Graafschap zonder een spoor- of tramverbinding. Er waren sinds 1882 al diverse plannen voor een tramlijn gemaakt, maar uiteindelijk werd het ontwerp uitgevoerd van de op 22 juli 1901 te Zutphen opgerichte Tramweg-Maatschappij 'De Graafschap' (TMDG) voor een stoomtram van Hengelo via Vorden naar het station in Zutphen.
De TMDG nam in 1901 de uit 1889 daterende 3,8 km lange paardentramlijn van Zutphen naar Warnsveld van de Zutphense Tramweg-Maatschappij (ZTM) over. Daarna is begonnen met de aanleg van het resterende deel van de lijn naar Hengelo. Op 25 december 1903 werd de 19 kilometer lange tramlijn voor het publiek geopend. De paardentramdienst naar Warnsveld werd op 30 januari 1904 opgeheven.
De TMDG had plannen om de lijn vanaf Hengelo door te trekken naar Doetinchem of Varsseveld en voor tramlijnen Vorden – Ruurlo – Barchem / Lichtenvoorde. De belangstelling voor de financiering van al deze lijnen was echter gering, waardoor deze er nooit gekomen zijn.
Tot 1914 boekte men een bescheiden winst. Maar daarna begon de lijn verlies te lijden. In 1918 waren de tekorten zo hoog opgelopen dat men overwoog de lijn op te breken en de maatschappij te liquideren. De tram werd voor de streek van belang geacht en met financiële steun van de overheid kon de exploitatie worden voortgezet.
In de jaren daarna kwam het einde van de stoomtram nabij. Vanaf 1926 werd een deel van de reizigerstrams vervangen door een busdienst en voor het goederenvervoer werden ook vrachtauto's ingezet. Kolen en landbouwprodukten werden nog voornamelijk per tram vervoerd. Vanaf 1936 reden er nog uitsluitend trams voor het goederenvervoer.
Het einde van de lijn kwam in 1938, toen er in opdracht van de gemeente Zutphen onderhoud werd gepleegd aan een brug waarover de tram reed. Het tramspoor in het brugdek werd per abuis opgebroken, zodat er geen trams meer naar Hengelo konden rijden. Het jaar erna werd de TMDG overgenomen door de Gelderse Tramwegen. De directie van de GTW zag geen toekomst meer in de tramlijn naar Hengelo en liet deze in juli 1939 opbreken.

### Rijtuigen
Om alle passagiers te vervoeren beschikte de RTM over in totaal 127 personenrijtuigen. Hieronder volgt een overzicht van de verschillende (deel)series van deze rijtuigen.
| Serie    | Bouwjaar   | Fabrikant   | Bijzonderheden | Afbeelding |
| -------- | ---------- | ----------- | --- | ---------- |
| AB1 - 4  | 1903, 1905 | Allan       | Vier rijtuigen met zowel een eerste als een tweede klasse. Elk rijtuig kende 12 zitplaatsen en 24 zitplaatsen 2e klasse. Afvoer vond plaats in 1939 |            |
| AB5      | 1903, 1905 | Allan       | Een rijtuig met zowel een eerste als een tweede klasse. Elk rijtuig kende 12 zitplaatsen en 24 zitplaatsen 2e klasse en een iets groter balkon ten opzichte van de rijtuigen 1 - 5. Afvoer vond plaats in 1939 |            |
| 6 - 7    | 1889       | Beijnes     | Twee paardentramrijtuigen die afkomstig waren van de paardentramlijn Zutphen - Warnsveld, waar de TMDG het traject van 1901 van overnam en tot 1904 tussenritten met paardentrams werden gereden. De rijtuigen hadden bij de ZpTM het nummer 1 en 2 en werden bij de TMDG vernummerd naar 6 en 7. Het aantal zitplaatsen is 14. In 1928 werden de rijtuigen gesloopt maar de onderstellen werden gebruikt voor open goederenwagens G35 en G36. |            |
| AB8 - 10 | 1880       | Herbrand    | Drie open rijtuigen die in 1880 werden gebouwd voor de RETM in Rotterdam met nummers 57 - 59. Het eerste jaar werden de rijtuigen als paardentramrijtuig gebruikt, een jaar als stoomtramrijtuig. In 1907 kwamen de rijtuigen naar de TMDG. Afvoer vond vermoedelijk plaats voor 1923. |            |
| 20 - 21  | 1906       | Diatto/Fiat | Gefinancierd door de NCS werden de motorrijtuigen 1 en 2 en drie aanhangrijtuigen aangeschaft voor de tramlijn Den Dolder - Soesterberg. Deze werden gebouwd door de Fabrica Italiana Mobile in Turijn. De motorrijtuigen hadden een vrachtwagenmotor van FIAT en hadden reeds eerder gereden op de tentoonstelling Esposizione Internationale in Milaan in 1906. Na opheffing in 1912 werd het materieel opgeborgen bij de NCS in Zeist. In 1917 werd het materieel doorverkocht aan de Apeldoornsche Tramweg-Maatschappij voor inzet op de gerenoveerde lijn van Apeldoorn naar Het Loo. In 1923 kwamen de motorijtuigen terecht bij De Graafschap. In 1924 kocht de Geldersch-Westfaalsche Stoomtram-Maatschappij de motorrijtuigen en vernummerde deze naar 404 en 405. In 1927 of 1933 werden de motorrijtuigen ten slotte daar afgevoerd. |            |
| 8 - 9    | 1897       | Pennock     | Twee gesloten paardentram die in 1897 in dienst waren gesteld door de Apeldoornse tram. De rijtuigen kenden 14 zitplaatsen en reden (voornamelijk) in combinatie met een motorlocomotiefje. In 1924 kwam de combinatie na een aanrijding buiten dienst gesteld. |            |